# Gmach Domu Bankowego Wilhelma Landaua w Warszawie
Gmach Domu Bankowego Wilhelma Landaua – zabytkowy budynek znajdujący się przy ul. Senatorskiej 38 w Warszawie. Jeden z najlepiej zachowanych w mieście obiektów w stylu secesyjnym.

## Opis
Budynek, zaprojektowany przez Stanisława Grochowicza i Gustawa Landaua-Gutentegera, został wzniesiony w latach 1904–1906. Spadkobiercom właściciela banku Wilhelma Landaua (zmarłego w 1899) zależało na dobrym usytuowaniu części wejściowej i hali kasowej, dobrym oświetleniu pomieszczeń naturalnym światłem, zapewnieniu jak najlepszych warunków, zarówno dla obsługi klientów, jak i dla pracującego w nim personelu, a także nowoczesnym rozwiązaniu pomieszczeń skarbcowych.
Gmach posiada liczne elementy na zewnątrz z okresu secesji oraz wnętrze w tymże stylu, które udało się zachować mimo wielu remontów i akcji renowacyjnych. Widać to np. po: posadzce z motywem liścia klonu, sztukatorskiej oprawie okien, meblach, boazerii, barierach ozdobionych kwiatami o wąskich, wiotkich łodygach.
Bank Landaua funkcjonował w tym miejscu do 1925 roku, następnie w budynku mieścił się Polski Bank Przemysłowy. Podczas II wojny światowej budynek był wykorzystywany na potrzeby Szpitala Maltańskiego, mieszczącego się w sąsiadującym z budynkiem pałacu Mniszchów. W skarbcu banku urządzono salę operacyjną i magazyn, a na pierwszym piętrze znajdowała się apteka. Mieszkali w nim także pracownicy Sanitarnej Pomocniczej Służby Przeciwlotniczej, którzy m.in. pomagali w szpitalu jako sanitariusze.
Budynek przetrwał wojnę bez większych strat (m.in. zniszczony świetlik w hali kasowej), jednak po 1945 została pozbawiona efektownej kopuły wieńczącej główne wejście do budynku.
Po wojnie zmieniono numerację budynku z 42 na 38. Po 1945 roku w gmachu mieściły się m.in. Stołeczny Ośrodek Propagandy Partyjnej, ośrodek języka rosyjskiego prowadzony przez Państwowy Instytut Języka Rosyjskiego im. A.S. Puszkina oraz Instytut Francuski (1994−2009).
W latach 50. na bocznej ścianie budynku umieszczono tablicę projektu Karola Tchorka upamiętniającą egzekucje Polaków z 7 i 14 sierpnia 1944.
W 1984 roku budynek został wpisany do rejestru zabytków.
W latach 2015–2018 budynek był siedzibą Parku Miniatur Województwa Mazowieckiego.

## Galeria

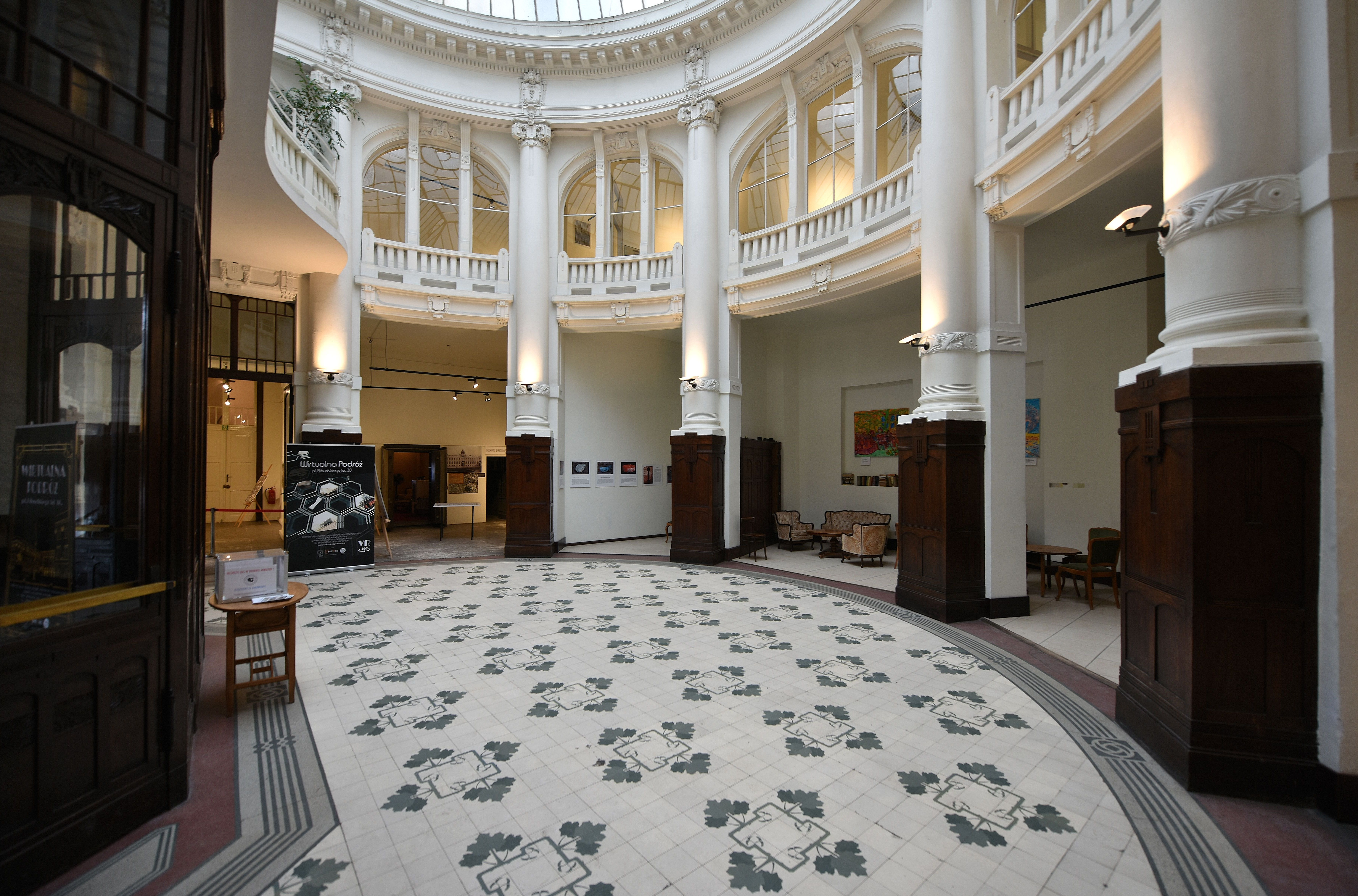
Hol główny, dawna hala kasowa banku
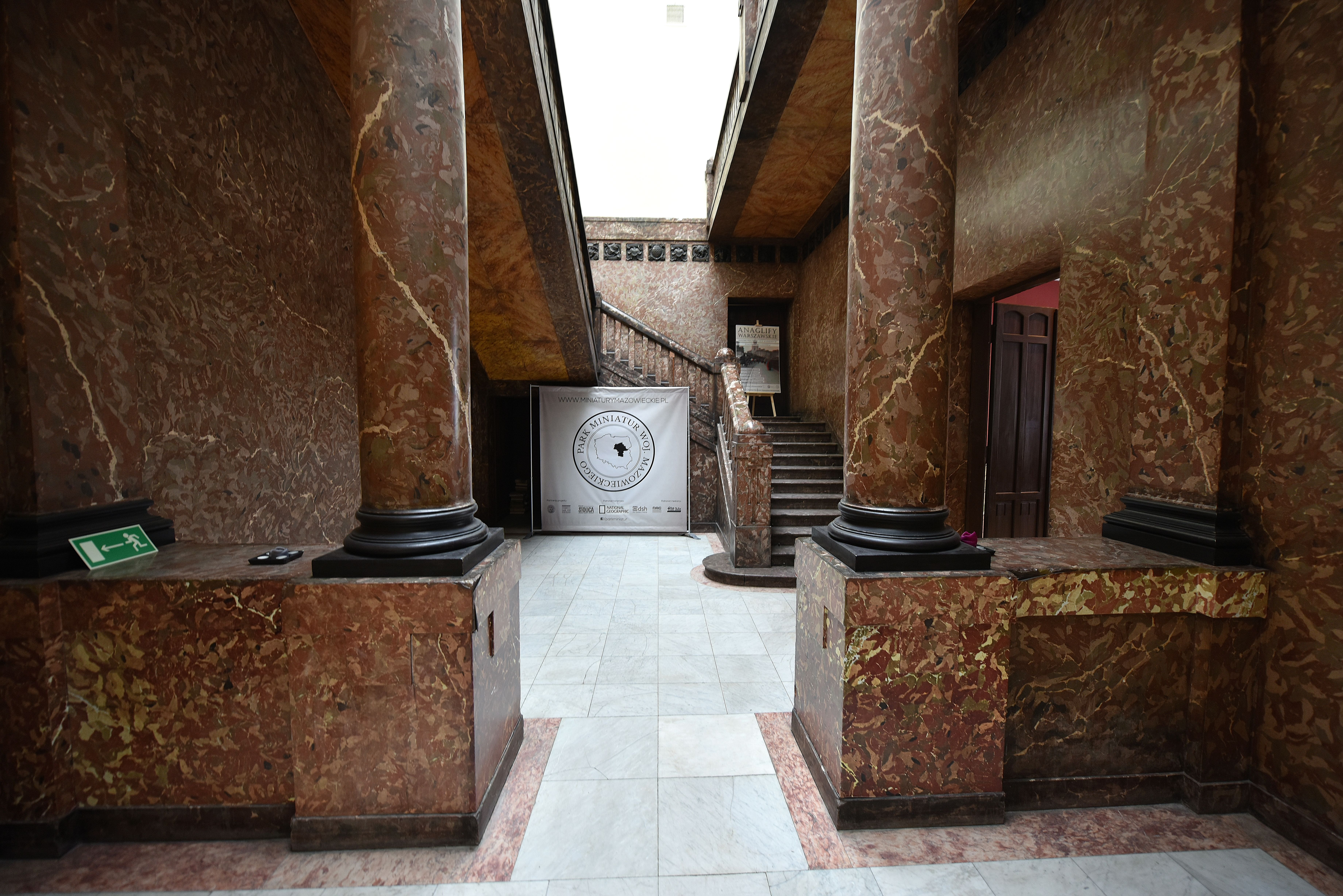
Klatka schodowa
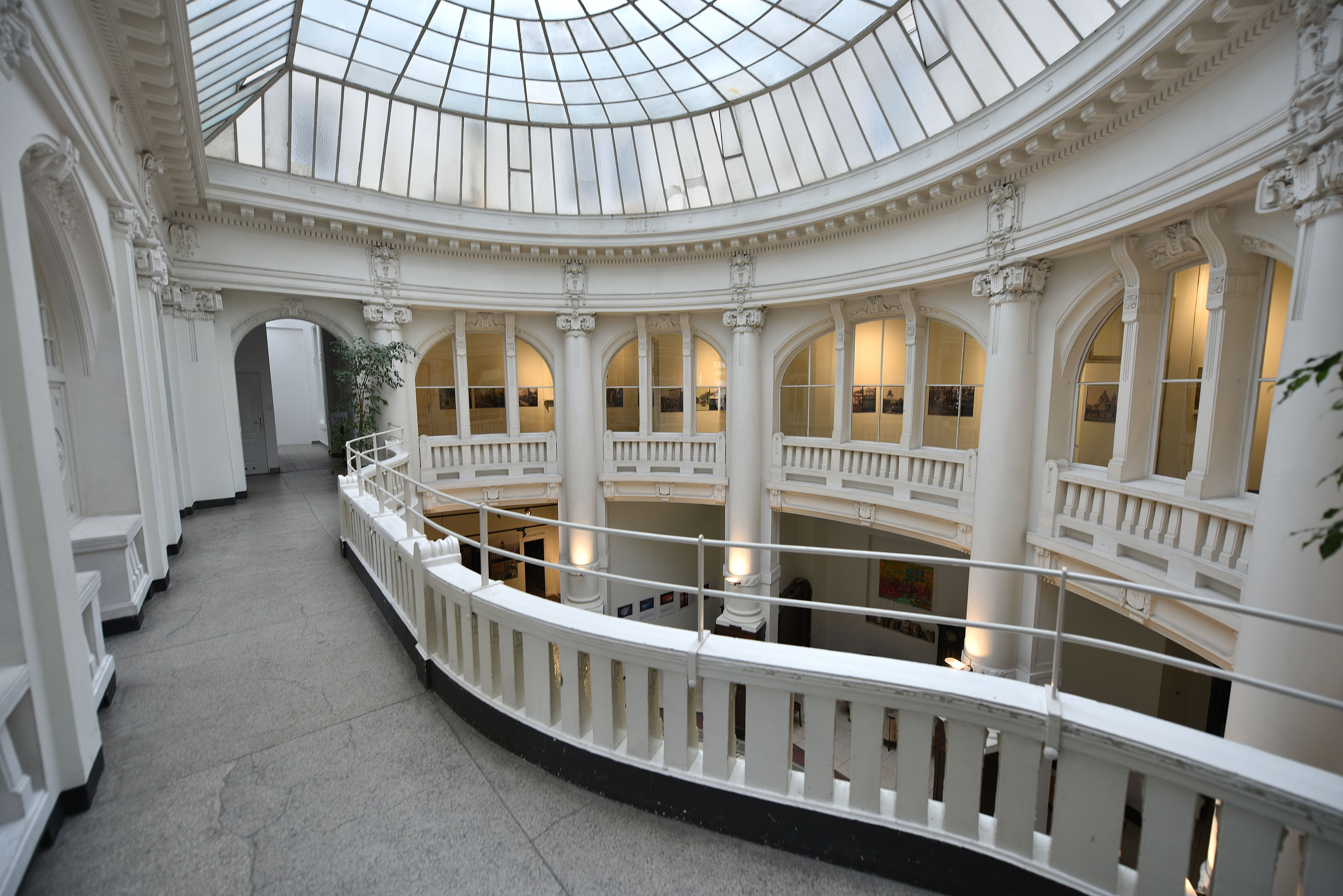
Antresola
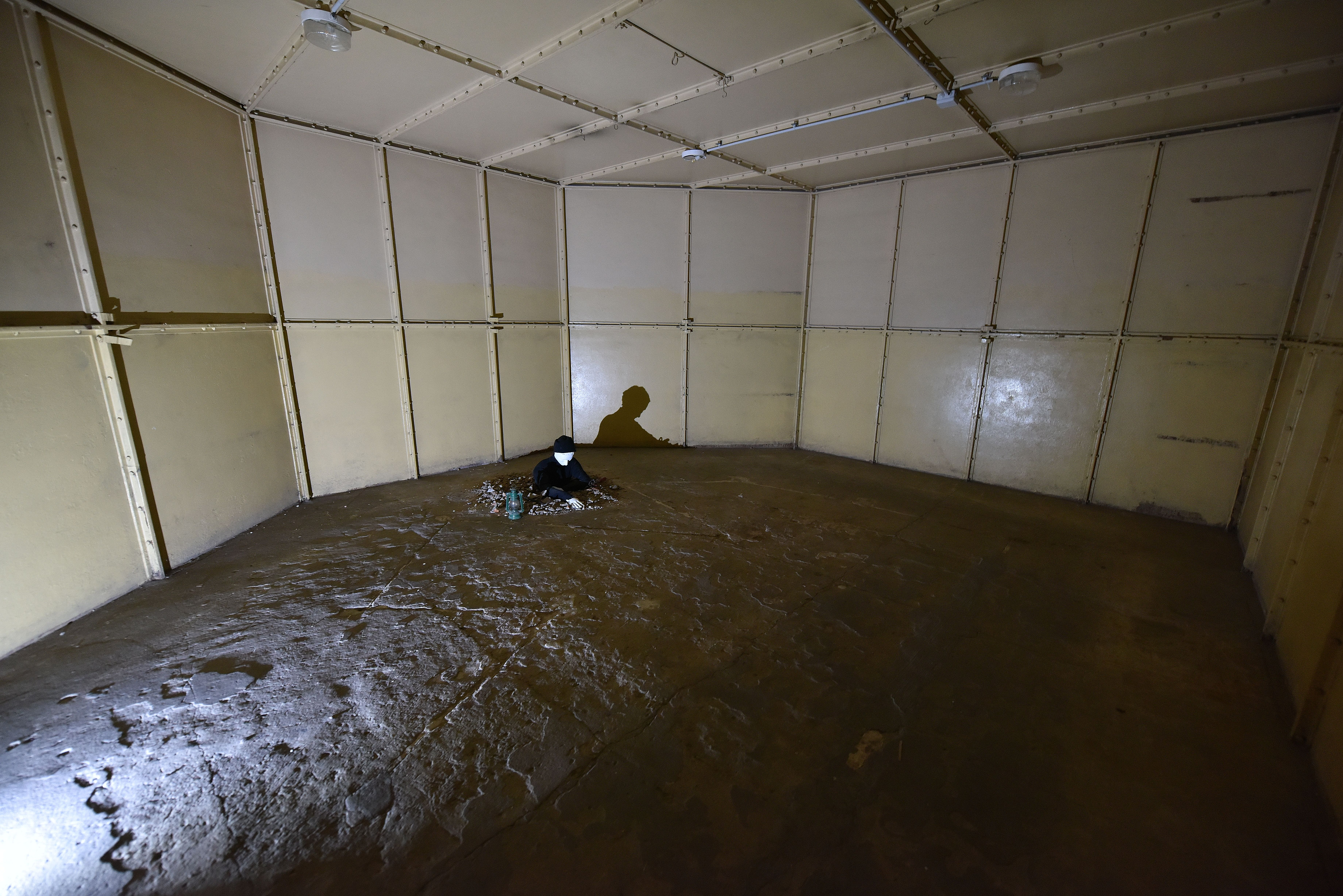
Wnętrze skarbca depozytowego, z instalacją Jakuba Glińskiego upamiętniającą podkop z 1920 roku